# Bisdom Pontoise
Het bisdom Pontoise (Latijn: Dioecesis Pontisarensis, Frans: Diocèse de Pontoise) is een in Frankrijk gelegen rooms-katholiek bisdom met zetel in Pontoise. Het bisdom behoort tot de kerkprovincie Parijs, en is samen met de bisdommen Évry-Corbeil-Essonnes, Créteil, Meaux, Nanterre, Saint-Denis en Versailles suffragaan aan het aartsbisdom Parijs.
Het bisdom heeft een oppervlakte van 1.249 km² en bestond in 2021 uit 53 parochies. In dat jaar telde het bisdom ongeveer 879.000 katholieken; dat is 72,7% van de totale bevolking.

## Geschiedenis
Het bisdom werd opgericht op 9 oktober 1966 uit gebiedsdelen van het bisdom Versailles. Tussen 2016 en 2019 werd het aantal bisdommen teruggebracht van 204 naar 54.

## Bisschoppen
- 1966–1988: André Rousset
- 1988–1999: Thierry Jordan (vervolgens aartsbisschop van Reims)
- 2000–2003: Hervé Jean Luc Renaudin
- 2003–2012: Jean-Yves Riocreux (vervolgens bisschop van Basse-Terre)
- 2013-heden: Stanislas Lalanne

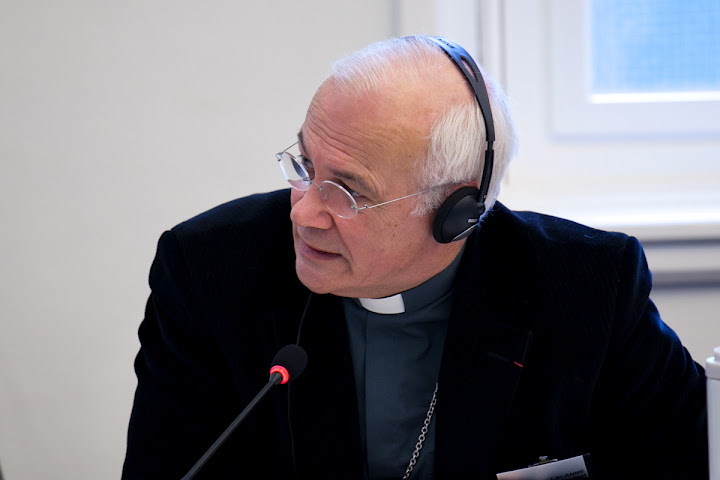
Bisschop Stanislas Lalanne
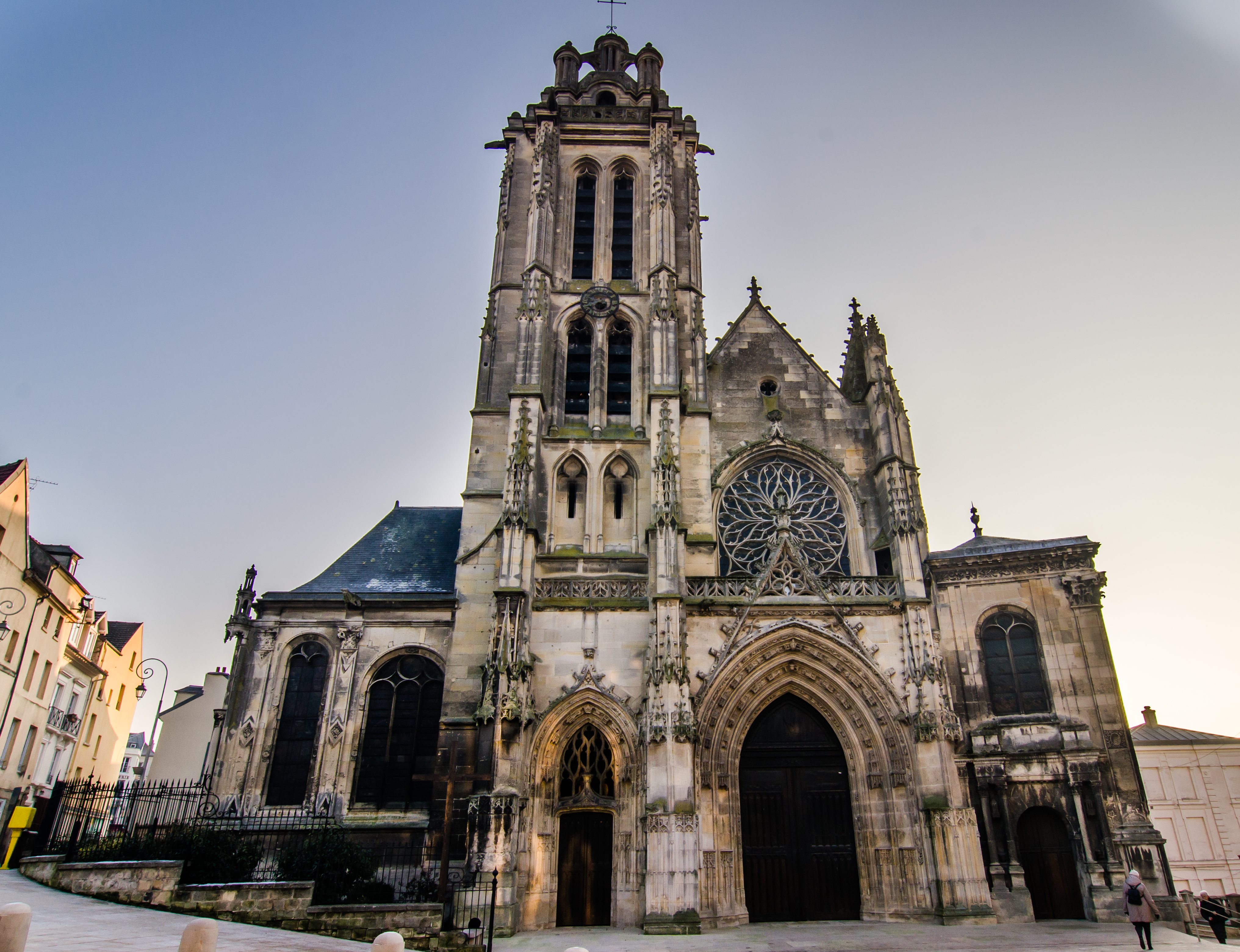
Kathedraal van Pontoise